# Курик, Кэти
Кэти Курик (англ. Katie Couric; род. 7 января 1957 года) — американская телеведущая, журналист и продюсер. Она стала первой женщиной в истории, которая в одиночку вела главные вечерние выпуски новостей на одном из трёх основных каналов в США. В разные годы она была ведущей «CBS Evening News», «60 Minutes» и «Today». В настоящее время она производит собственное шоу на канале ABC. Лауреат премии Пибоди и шести Дневных премий «Эмми».

## Личная жизнь
В 1989—1998 года Кэти была замужем за юристом Джеем Монахэном, который умер от рака толстой кишки в 42-летнем возрасте в день их 9-й годовщины свадьбы. У супругов двое дочерей — Элинор Талли Монахэн (род. 23.07.1991) и Кэролайн Курик Монахэн (род. 05.01.1996).
21 июня 2014 года вышла замуж во второй раз за финансиста Джона Молнера, с которым до свадьбы встречалась 3 года.